# Comando de Adiestramiento y Alistamiento de la Fuerza Aérea
El Comando de Adiestramiento y Alistamiento de la Fuerza Aérea (COAA) es un comando de la Fuerza Aérea Argentina creado en 2011 con asiento en el Edificio "Cóndor", Ciudad de Buenos Aires y en la órbita del Estado Mayor General de la Fuerza Aérea.
Su misión es adiestrar, alistar y sostener los medios militares puestos a disposición de la Fuerza Aérea Argentina, como indica el decreto 727/06. Queda al Comando de Operaciones Conjuntas del Estado Mayor Conjunto la tarea de conducir su empleo en operaciones militares en tiempos de paz.

## Reseña
El comando fue creado el 1 de enero de 2011 tras suprimir el Comando de Operaciones Aéreas una modificación a la estructura orgánico-funcional de conducción superior de las Fuerzas Armadas de la Nación, ordenada por la resolución 1633/10 del Ministerio de Defensa del 13 de diciembre de 2010.
Quedó así suprimido de la organización militar el Comando de Operaciones Aéreas (COA), creado en 1966 con el personal y medios del Comando Aéreo de Combate y el Comando General de Defensa Antiaérea.
Entre 2023 y 2024 el comando incrementó su capacidad operacional al incorporar a su organización el Grupo de Operaciones Especiales (GOE) como unidad independiente y la Base Aérea Militar Aeroparque (BAM AER), sumando un total de quince elementos en su órbita. Además elevó la jerarquía de la Base Aérea Militar Río Gallegos a brigada aérea, denominándose X Brigada Aérea.

## Organización
El Comando de Adiestramiento y Alistamiento de la Fuerza Aérea es un mando dependiente de la Jefatura del Estado Mayor General de la Fuerza Aérea y ejerce su mando sobre las unidades operativas de la FAA:
- I Brigada Aérea (I BA). Asiento: El Palomar (BA).
- II Brigada Aérea (II BA). Asiento: Paraná (ER).
- III Brigada Aérea (III BA). Asiento: Reconquista (SF).
- IV Brigada Aérea (VI BA). Asiento: El Plumerillo (MZ).
- V Brigada Aérea (V BA). Asiento: Villa Reynolds (SL).
- VI Brigada Aérea (VI BA). Asiento: Tandil (BA).
- VII Brigada Aérea (VII BA). Asiento: Moreno (BA).
- IX Brigada Aérea (IX BA). Asiento: Comodoro Rivadavia (CT).
- X Brigada Aérea (X BA). Asiento: Río Gallegos (SC).
- Base Aérea Militar Chamical (BAM CHA). Asiento: Chamical (LR).
- Base Aérea Militar Mar del Plata (BAM MPD). Asiento: Mar del Plata (BA).
- Base Aérea Militar Morón (BAM MOR).[nota 2] Asiento: Morón (BA).
- Base Aérea Militar Merlo (BAM MER). Asiento: Merlo (BA).
- Base Aérea Militar Resistencia (BAM SIS). Asiento: Resistencia (CH).
- Base Aérea Militar Aeroparque (BAM AER). Asiento: Palermo (CABA).
- Grupo de Operaciones Especiales (GOE). Asiento: VII Brigada Aérea (Moreno).